# Moreux (Marskrater)
Der Krater Moreux ist ein Einschlagkrater Protonilus-Region an der Hochland-Tiefland-Grenze auf dem Mars. Er misst etwa 132 km im Durchmesser und wurde nach Théophile Moreux benannt.